# Ambia chalcichroalis
Ambia chalcichroalis là một loài bướm đêm trong họ Crambidae.